# Einmal um die Welt
Einmal um die Welt ist ein Lied und eine EP des deutschen Rappers und Sängers Cro. Der Song wurde am 11. Februar 2011 auf dem Mixtape Meine Musik veröffentlicht. Außerdem wurde er am 2. November 2012 als fünfte und letzte Single seines ersten Studioalbums Raop in EP-Form ausgekoppelt.

## Inhalt
Cro rappt den Liedtext aus der Sicht eines Lyrischen Ichs, das sich an seine Freundin wendet. Im Refrain heißt es, dass diese sich keine Sorgen mehr um Geld zu machen brauche und er mit ihr um die Welt reisen wolle. In der ersten Strophe prahlt er mit Luxusgütern, wie Kaviar und Champagner, die er sich durch seinen erlangten Reichtum leisten kann. Außerdem werden Orte genannt, die beide bereisen wollen, wie London, New York City, Paris, Hawaii und Los Angeles. Die zweite Strophe behandelt die ausschweifenden Wünsche der Freundin, die Designerschuhe von Manolo Blahnik, Prada, Gucci und Lacoste sowie einen Mietwagen und Pelzkleidung haben will.

## Produktion
Cro produzierte den Beat zu Einmal um die Welt selbst. Dabei verwendete er ein Sample des Liedes Fight the Start der deutschen Indie-Rock-Band Kilians aus dem Jahr 2007.

## Musikvideo
Das von Ramon Rigoni und Stefan Tauber in Lissabon gedrehte Musikvideo feierte am 27. Oktober 2012 auf YouTube Premiere. Darin ist ein Junge zu sehen, der eine Pandamaske trägt und ein Sparschwein mit der Aufschrift Cro aufbricht, um an dessen Geldinhalt zu kommen. Er winkt ein junges Mädchen seines Alters zu sich und beide machen daraufhin verschiedene Unternehmungen miteinander. So gehen sie beispielsweise Shoppen und sitzen zusammen am Strand. Außerdem fahren sie Skateboard und gehen auf einen Rummel, um dort Autoscooter und Karussell zu fahren sowie Zuckerwatte zu essen.

## EP

### Inhalt
Neben dem Titellied Einmal um die Welt enthält die EP auch den Song Starting Over. Außerdem sind zwei Remixe des Stücks sowie Instrumentalversionen beider Tracks enthalten.
| # | Titel                                     | Länge |
| - | ----------------------------------------- | ----- |
| 1 | Einmal um die Welt                        | 2:21  |
| 2 | Starting Over (Tua Edit)                  | 2:45  |
| 3 | Einmal um die Welt (Budget Remix)         | 2:25  |
| 4 | Einmal um die Welt (Marlon & Stroh Remix) | 3:52  |
| 5 | Einmal um die Welt (Instrumental)         | 2:21  |
| 6 | Starting Over (Instrumental)              | 2:45  |

### Covergestaltung
Das EP-Cover zeigt eine männliche Person, die eine Pandamaske sowie ein helles Achselshirt trägt. Links oben im Bild stehen in weiß die Schriftzüge Cro und Einmal um die Welt.

### Chartplatzierungen und Auszeichnungen
Einmal um die Welt stieg in der 47. Kalenderwoche des Jahres 2012 auf Platz 9 in die deutschen Singlecharts ein und belegte in der 6. Kalenderwoche 2013 mit Rang 8 die höchste Position. Insgesamt hielt sich das Lied 67 Wochen in den Top 100, davon drei Wochen in den Top 10, womit es zu den am längsten platzierten Singles zählt. In Österreich erreichte der Song als erstes Lied von Cro die Spitze der Charts. In der Schweizer Hitparade belegte Einmal um die Welt Platz 27. Dabei wurden die Verkäufe der EP mit den Einzeldownloads des Titelsongs zusammengezählt. Auch das ebenfalls auf der EP enthaltene Lied Starting Over konnte sich aufgrund hoher Download-Zahlen für eine Woche in den deutschen (#43) und österreichischen (#63) Charts platzieren. Für mehr als 300.000 verkaufte Exemplare erhielt Einmal um die Welt in Deutschland eine Platin-Schallplatte.
| ChartsChartplatzierungen | Höchstplatzierung | Wochen |
| ------------------------ | ----------------- | ------ |
| Deutschland (GfK)        | 8 (67 Wo.)        | 67     |
| Österreich (Ö3)          | 1 (66 Wo.)        | 66     |
| Schweiz (IFPI)           | 27 (21 Wo.)       | 21     |

| ChartsJahrescharts (2013) | Platzierung |
| ------------------------- | ----------- |
| Deutschland (GfK)         | 54          |
| Österreich (Ö3)           | 21          |

## Adaptionen und Coverversionen
Im April 2025 veröffentlichte die deutsche Rapperin und TikTokerin Zah1de ein Mashup aus ihrem Mona Lisa Motion (Februar 2025) und Einmal um die Welt. Diese Version erschien am 10. April 2025 als Single unter dem Titel Mona Lisa Motion (Einmal um die Welt).